# Hanns Oehme
Hanns Oehme, auch Hans, geboren als Arthur Johannes Oehme (* 23. Mai 1899 in Dresden; † 1944) war ein deutscher Maler und Kakteenkenner. Sein offizielles botanisches Autorenkürzel lautet „Oehme“.

## Leben und Wirken
Hanns Oehme war der Sohn des Dresdner Tapezierermeisters August Hermann Oehme, der später mit Antikmobiliar handelte. Sein Bruder war Georg Egmont Oehme.
Hanns Oehme absolvierte eine Lehre als Dekorateur. Nach dem Ersten Weltkrieg, an dem er von 1917 bis 1918 als Soldat teilnahm, begann er 1918 Studium an der Kunstakademie Dresden bei Ferdinand Dorsch (1875–1938). Später war er Meisterschüler bei Richard Dreher (1875–1932) und beendete sein Studium 1923. Ab 1924 war Oehme freischaffend in Obervogelgesang bei Pirna tätig. 1939 wurde er als Soldat einberufen und ist 1944 im Zweiten Weltkrieg an der Ostfront gefallen.
Neben der Malerei war Oehme ein großer Liebhaber und Kenner von Kakteen. Zwischen 1938 und 1942 veröffentlichte er mehrere Beiträge zur Kakteenkunde, darunter einige Erstbeschreibungen neuer Kakteenarten.

## Ehrentaxon
Franz Buxbaum benannte ihm zu Ehren die Gattung Oehmea Buxb. der Pflanzenfamilie der Kakteengewächse (Cactaceae).

## Werke (Auswahl)
- Selbstbildnis als Gaukler (auf der Ausstellung „Dresdner Kunst 1930“)[5]

## Schriften (Auswahl)
- Echinocereus fobeanus Oeh. spec. nov. In: Beiträge zur Sukkulentenkunde und -pflege. 1938, S. 49–51.
- Die Arten der Gattung Arequipa Br. & R. In: Cactaceae. Jahrbücher der Deutschen Kakteengesellschaft. Neumann, Neudamm 1940.
- Formenkreis des Gymn. lafaldense Vpl. In: Cactaceae. Jahrbücher der Deutschen Kakteengesellschaft. 1. Teil, Neudamm, Neumann 1941.
- Thelocactus krainzianus Oeh. spec. nov. In: Beiträge zur Sukkulentenkunde und -pflege. Heft 1, 1941, S. 1–3.
- Entwicklungstendenzen innerhalb der Gattung Thelocactus B. und R. In: Beiträge zur Sukkulentenkunde und -pflege. Heft 2, 1941, S. 40–41.